# Соровник
Соровник (лат. Halopeplis, от др.-греч. ἅλς — соль и лат. Peplis — Бутерлак) — род растений семейства Амарантовые (Amaranthaceae), распространённый в Евразии и Северной Африке.

## Ботаническое описание
Однолетние травянистые растения или кустарнички, до 30 см высотой. Стебель ветвистый, голый. Первые листья супротивные, до 1 см длиной; прочие — очерёдные, низбегающие, влагалищевидные.
Цветки обоеполые; собраны по 3 в плотные колосовидные соцветия. Прицветники округлые или широкоовальные, мясистые, стеблеобъемлющие. Околоцветник беловатый, листочков 3, почти доверху сросшихся. Тычинок 1—2. Стилодиев 2. Семена коричневатые; зародыш вертикальный, Г-образный.

## Виды
Род включает 3 вида:
- Halopeplis amplexicaulis (Vahl) Ung.-Sternb. ex Ces., Pass. & Gibelli
- Halopeplis perfoliata (Forssk.) Bunge ex Ung.-Sternb.
- Halopeplis pygmaea (Pall.) Bunge ex Ung.-Sternb. — Соровник низкорослый